# SM嬢
SM嬢（えすえむ じょう）は、一般的にSMクラブやSMバーで働く女性のことを指す。
サディズム (S) もマゾヒズム (M) も兼ねる人もいれば、どちらか片方だけの人もいる。特にS専門の女性を「女王様」と呼び、M専門の女性を「M嬢」と呼ぶ。女王様もＭ嬢も入店当時はそれほどのプレイはできない者が多いが、その後の“調教”（研修）によってかなりのプレイができるようになる。